# 夸德罗斯
夸德罗斯，是西班牙卡斯蒂利亚-莱昂莱昂省的一个市镇。 总面积110平方公里，2001年普查人口總數為1730人，人口密度為每平方公里16人。